# Кардиохирургия
Кардиохирургията е подраздел на хирургията или специализация в хирургията, занимаващ се с оперативното лечение както на заболявания, така и на травми и други нуждаещи се от спешно лечение състояния на сърцето или на сърдечвно-съдовата система. В някои случаи може да се използва и терминът кардиотораксиална хирургия, който е уточняващ, че сърдечно-съдовите и белодробните заболявания са свързани и хирургичната намеса може да се отнася и до двете.
Предмет на сърдечната хирургия е оперативното лечение на:
- вродени заболявания на сърцето и големите съдове
- придобити заболявания на сърцето (клапни пороци, лечение на исхемичната болест на сърцето)
- болести на перикарда (изливи, констриктивен перикардит),
- болести на големите съдове (аневризма на аорта, дисекация на аорта)
- симптоми на ритъма [2] или ритъмна патология